# Liste der Monuments historiques in Guignes
Die Liste der Monuments historiques in Guignes führt die Monuments historiques in der französischen Gemeinde Guignes auf.

## Liste der Bauwerke
| Bezeichnung                 | Beschreibung | Standort | Kennzeichnung | Schutzstatus | Datum | Bild           |
| --------------------------- | ------------ | -------- | ------------- | ------------ | ----- | -------------- |
| Kirche St-Jacques-le-Mineur |              | (Lage)   | PA00087027    | Inscrit      | 1926  | weitere Bilder |

## Liste der Objekte

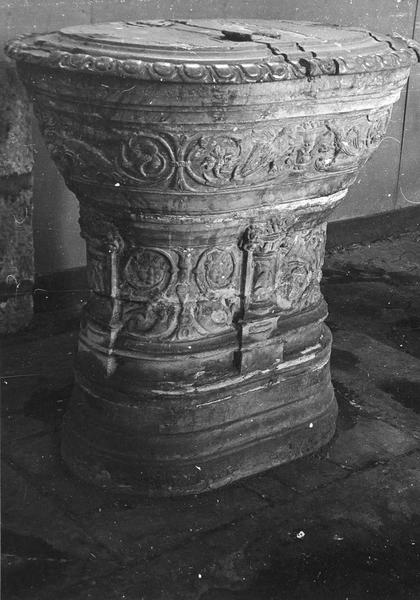
Taufbecken aus dem 16. Jahrhundert in der Kirche St-Jacques-le-Mineur

- Monuments historiques (Objekte) in Guignes in der Base Palissy des französischen Kultusministeriums